# STS-51-B
STS 51-B foi uma missão do ônibus espacial Challenger e a segunda missão em órbita com o Spacelab, módulo-laboratório de pesquisas científicas, levado ao espaço na seção de carga da nave orbital. Teve a duração de sete dias, entre abril e maio de 1985.

## Tripulação
| Posição                  | Astronautas           |
| ------------------------ | --------------------- |
| Comandante               | Robert Overmyer       |
| Piloto                   | Frederick Gregory     |
| Especialista de missão 1 | Don Lind              |
| Especialista de missão 2 | Norman Thagard        |
| Especialista de missão 3 | William Thornton      |
| Especialista de carga 1  | Lodewijk van den Berg |
| Especialista de carga 2  | Taylor Wang           |

## Parâmetros da missão
- Massa:
  - Decolagem: 111 676 kg
  - Aterrissagem: 96 097 kg
  - Carga: 11 061 kg
- Perigeu: 346 km
- Apogeu: 353 km
- Inclinação: 57.0°
- Período: 91.5 min

## Hora de acordar
- 2° Dia: Sweet and Low, de Sammy Davis, Jr..
- 3° Dia: At Last, de George Montgomery e Ann Rutherford.
- 4° Dia: Cry Me a River, de Julie London e Ella Fitzgerald.
- 5° Dia: Anna, do grupo The Beatles.
- 6° Dia: Somebody, de Bryan Adams.
- 7° Dia: Breakdance, de Irene Cara.
- 8° Dia: Haunting the Chapel, da banda Slayer.

## Principais fatos
A Challenger decolou do Pad A, Launch Complex 39 no KSC, às 12:02 p.m. EDT em 29 de Abril de 1985. Este foi o segundo voo do Spacelab, o primeiro em uma configuração totalmente operacional. As capacidade do Spacelab para pesquisas multi-disciplinates em microgravidade foram demonstradas com sucesso. A gravidade a altitude gradiente do veículo provou ser muito estável, permitindo que os experimentos delicados em processamento de materiais e mecânica dos fluidos procedessem normalmente. O grupo operou em dois turnos de 12 horas. Dois macacos e 24 ratos voaram em jaulas especiais, a primeira vez em que astronautas norte-americanos voaram com mamíferos vivos a bordo. Os experimentos dos astronautas em órbita foram suportados 24 horas por dia pelo Centro de Controle das Operações com Cargas temporário, localizado no Johnson Space Center. A Challenger aterrissou na Base Aérea de Edwards AFB. O movimento das rodas parou à 12:11 p.m. EDT e 6 de Maio de 1985, após uma missão com duração de 7 dias e 8 minutos.
Os membros do grupo eram Robert Overmyer, comandante; Frederick Gregory, piloto; Don Lind, Norman Thagard e William Thornton, especialistas da missão; Lodewijk van den Berg e Taylor Wang, especialistas da carga.
O Spacelab 3 carregava um grande número de experimentos, incluindo os 15 principais, dos quais 14 foram realizados com sucesso. Havia cinco áreas básicas, ciência dos materiais, ciências da vida, mecânica dos fluidos, física atmosférica e astronomia, com numerosos experimentos em cada. Dois experimentos Getaway Special requeriam que eles fosse retirados de seus pacotes, algo nunca feito antes neste programa. Estes eram o NUSAT (Northern Utah Satellite) e o GLOMR (Global Low Orbiting Message Relay Satellite). O NUSAT foi lançado com sucesso, porem o GLOMR não foi lançado e retornou à Terra.
O astronauta norte-americano com ascendência chinesa Taylor Wang, se aposentaria em 1987, assim se tornando o mais famoso e longevo CAPCOM (Controlador de Voo) da NASA, ficando constantemente a mesa do Centro Espacial Lyndon Johnson, em Houston. Wang deixaria a agência em 2009.